# Pachydema antoinei
Pachydema antoinei är en skalbaggsart som beskrevs av Baraud 1979. Pachydema antoinei ingår i släktet Pachydema och familjen Melolonthidae. Inga underarter finns listade i Catalogue of Life.